# Sarangbi
Sarangbi (사랑비?, lett. Pioggia d'amore; titolo internazionale Love Rain, conosciuta anche come Love Rides the Rain) è una serie televisiva sudcoreana trasmessa su KBS2 dal 26 marzo al 29 maggio 2012.
Il drama è diventato popolare all'estero ed è stato il drama coreano venduto per la cifra più alta in Giappone nel 2012, ancora prima della messa in onda in patria. È stato acquistato da dodici paesi in Asia ed Europa, tra cui Cina, Hong Kong, Taiwan, Tailandia, Malesia, Vietnam, Filippine, Cambogia e Singapore, guadagnando 115 miliardi di won.

## Trama
È amore a prima vista per Seo In-ha e Kim Yoon-hee, che s'incontrano negli anni Settanta da timidi studenti universitari. Ci vuole tempo per la coppia per esprimere i propri sentimenti, ma alcune circostanze fuori dal loro controllo li portano infine su due strade diverse. Nel 2012, In-ha ha un matrimonio infelice con Baek Hye-jung, una delle ex migliori amiche di Yoon-hee. L'uomo non ha mai superato il suo primo amore e, quando incontra di nuovo Yoon-hee dopo tanti anni, i due si riconciliano e cercano di recuperare il tempo perduto.
Il figlio di In-ha, Seo Joon, che fa il fotografo, s'imbatte per caso in Jung Ha-na, la figlia di Yoon-hee. A differenza di sua madre, Ha-na è una ragazza allegra e vivace, e, nonostante all'inizio lei e Joon continuino a litigare, finiscono per innamorarsi. Ignari che i figli stiano uscendo insieme, In-ha e Yoon-hee annunciano il loro matrimonio, che renderebbe Joon e Ha-na fratellastri. Mentre entrambe le coppie affrontano lo shock, Joon e Ha-na lottano per sacrificare il loro amore e consentire ai genitori di avere la felicità che da tempo desiderano.

## Personaggi
- Seo In-ha, interpretato da Jung Jin-young e Jang Keun-suk (da giovane).
- Kim Yoon-hee, interpretata da Lee Mi-sook e Yoona (da giovane).
- Seo Joon, interpretato da Jang Keun-suk.
Il figlio di In-ha, fa il fotografo.
- Jung Ha-na, interpretata da Yoona.
La figlia di Yoon-hee.
- Lee Dong-wook, interpretato da Kwon In-ha e Kim Shi-hoo (da giovane).
- Baek Hye-jung, interpretata da Yoo Hye-ri e Son Eun-seo (da giovane).
- Kim Chang-mo, interpretato da Park Ji-il e Seo In-guk (da giovane).
- Hwang In-sook, interpretata da Hwang Bo-ra.
- Lee Sun-ho, interpretato da Kim Shi-hoo.
Il figlio di Dong-wook.
- Han Tae-sung, interpretato da Kim Young-kwang.
- Jo-soo, interpretato da Oh Seung-yoon.
- Lee Mi-ho, interpretata da Park Se-young.
La figlia di Dong-wook.
- Jang-soo, interpretato da Lee Chan-ho.
- In-sung, interpretato da Shin Ji-ho.
- Kim Jeon-seol, interpretato da Seo In-guk.
Il nipote di Chang-mo.

## Ascolti
| Episodio | Data di trasmissione | Dati TNMS           | Dati AGB            |
| Episodio | Data di trasmissione | A livello nazionale | A livello nazionale |
| -------- | -------------------- | ------------------- | ------------------- |
| 1        | 26 marzo 2012        | 12.2%               | 11.6%               |
| 2        | 27 marzo 2012        | 12.0%               | 10.4%               |
| 3        | 2 aprile 2012        | 9.6%                | 8.8%                |
| 4        | 3 aprile 2012        | 10.6%               | 10.6%               |
| 5        | 9 aprile 2012        | 10.4%               | 10.8%               |
| 6        | 10 aprile 2012       | 13.0%               | 11.8%               |
| 7        | 16 aprile 2012       | 11.0%               | 10.0%               |
| 8        | 17 aprile 2012       | 12.0%               | 12.8%               |
| 9        | 23 aprile 2012       | 9.4%                | 10.4%               |
| 10       | 24 aprile 2012       | 10.0%               | 11.2%               |
| 11       | 30 aprile 2012       | 9.4%                | 11.2%               |
| 12       | 1 maggio 2012        | 8.6%                | 10.4%               |
| 13       | 7 maggio 2012        | 8.0%                | 10.2%               |
| 14       | 8 maggio 2012        | 9.6%                | 11.8%               |
| 15       | 14 maggio 2012       | 9.6%                | 12.0%               |
| 16       | 15 maggio 2012       | 8.4%                | 10.4%               |
| 17       | 21 maggio 2012       | 9.7%                | 11.6%               |
| 18       | 22 maggio 2012       | 9.4%                | 10.0%               |
| 19       | 28 maggio 2012       | 11.5%               | 10.6%               |
| 20       | 29 maggio 2012       | 11.3%               | 11.8%               |
| Promedio | Promedio             | 10.2%               | 10.9%               |

## Colonna sonora
1. Shiny Love
2. Love Rain (사랑비) – Jang Keun-suk
3. Because It's You (그대니까요) – Tiffany
4. Love is Like Rain (사랑은 비처럼) – Na Yoon-kwon
5. Again and Again (자꾸 자꾸) – Yozoh
6. The Girl and I (그 애와 나랑은) – S.Jin
7. First Love (첫사랑) – Kilgu
8. Fate (Like a Fool) (운명 (바보처럼)) – Seo In-guk
9. Love Rain (versione piano)
10. Again and Again (versione chitarra)
11. Song of Rain
12. The Girl and I (versione archi)
13. Shy Confession Song (수줍은 고백송) – Milktea
14. You That Resembles Rain (비를 닮은 그대)

## Riconoscimenti
| Anno | Premio                           | Categoria                                                     | Ricevente     | Risultato       |
| ---- | -------------------------------- | ------------------------------------------------------------- | ------------- | --------------- |
| 2012 | Seoul International Drama Awards | Eccellente attore coreano                                     | Jang Keun-suk | Candidato/a     |
| 2012 | Korea Drama Awards               | Miglior nuovo attore                                          | Seo In-guk    | Vincitore/trice |
| 2012 | KBS Drama Awards                 | Premio all'eccellenza, attore in un drama di media lunghezza  | Jang Keun-suk | Candidato/a     |
| 2012 | KBS Drama Awards                 | Premio all'eccellenza, attrice in un drama di media lunghezza | Yoona         | Candidato/a     |
| 2012 | KBS Drama Awards                 | Miglior nuovo attore                                          | Seo In-guk    | Candidato/a     |
| 2012 | KBS Drama Awards                 | Premio degli internauti                                       | Yoona         | Vincitore/trice |